# Alejandro Maldonado
Alejandro Maldonado Aguirre (Città del Guatemala, 6 gennaio 1936) è un politico guatemalteco.
Dal 3 settembre 2015 è stato il Presidente del Guatemala per un periodo ad interim. È stato infatti nominato dal Congresso nazionale dopo le dimissioni di Otto Pérez Molina. Il 14 gennaio 2016 gli è succeduto Jimmy Morales.
Dal maggio al settembre 2015 è stato Vicepresidente del Paese sotto la presidenza di Otto Pérez Molina. Negli anni settanta è stato Ministro dell'Educazione e negli anni novanta Ministro degli Affari Esteri.